# خائیم توپول
خائیم توپول (عبری: חיים טופול‎؛ ‏انگلیسی: Chaim Topol؛ ۹ سپتامبر ۱۹۳۵ – ۹ مارس ۲۰۲۳)، که بیشتر با تک‌نامِ توپول شناخته می‌شود، بازیگر، کمدین، خواننده، صداپیشه، تهیه‌کننده فیلم، مؤلف و تصویرگر اهل اسرائیل بود. در سال ۲۰۱۵، معتبرترین جایزه اسرائیل، به خاطر یک عمر دستاوردهای هنری و کمک‌های انسان‌دوستانه، به او اعطا شد.
از فیلم‌هایی که وی در آن نقش داشته‌است، می‌توان به ویولن‌زن روی بام، فقط به خاطر چشمان تو و فلش گوردون اشاره کرد.
توپول، برای بازی در فیلم موزیکال ویولن‌زن روی بام در سال ۱۹۷۱ نامزد اسکار شد. او در ایران به‌خاطر بازی دراین فیلم، هنرپیشه‌ای شناخته‌شده بود.

## زندگی و حرفه
توپول در سال ۱۹۳۵ در تل‌آویو زاده شد. او همزمان با خدمت در ارتش اسرائیل، بازیگری را در یک گروه سرگرمی آغاز کرد. توپول برای ایفای نقش در یک کمدی به نام صلاح شابانی، جایزه گلدن گلوب را در بخش ستاره‌های نوظهور به دست آورد و به شهرت رسید. پس از آن موفقیت، در فیلم‌های بیشتری در اسرائیل و آمریکا نقش‌آفرینی کرد.
او با حضور در فیلم ویولن‌زن روی بام در نقش تیوی، دومین جایزه گلدن گلوب (در بخش بهترین بازیگر مرد) را به دست آورد. در سال ۱۹۷۲، به‌عنوان نخستین بازیگر اسرائیلی نامزد دریافت جایزه اسکار شد و در سال ۱۹۹۱ برنده جایزه تونی بهترین بازیگر مرد به‌خاطر ایفای نقش «تیوی» در تئاتر برادوی شد.

## بیماری و مرگ
در ژوئن ۲۰۲۲، عمر فرزند توپول، از اینکه پدرش از بیماری آلزایمر رنج می‌برد، پرده برداشت. در ۸ مارس ۲۰۲۳، خانواده توپول به مطبوعات اطلاع دادند که او در آستانه مرگ قرار دارد و «ساعت‌های پایانی عمر خود را سپری می‌کند» و از مردم خواستند به حریم خصوصی خانواده احترام بگذارند. خائیم توپول در ۹ مارس ۲۰۲۳ در سن ۸۷ سالگی درگذشت.
یک ماه پس از درگذشت حییم توپول، تأیید خبر همکاری او با سازمان موساد رسانه‌ها را به خود مشغول کرد و برخی از هنرمندان همکار او نیز گفتند که جسته‌وگریخته از این همکاری خبر داشتند. به‌نوشتهٔ روزنامهٔ هاآرتص، این بازیگر از جایگاه ویژهٔ خود به‌عنوان یک ستارهٔ بین‌المللی برای کمک به موساد در خارج از اسرائیل استفاده می‌کرد.